# Tramwaje w Kadyjewce
Tramwaje w Kadyjewce – zlikwidowany system komunikacji tramwajowej w ukraińskim mieście Kadyjewka, działający w latach 1937–2007.

## Historia
Budowę tramwajów w Kadyjewce rozpoczęto w 1936. Otwarcie linii łączącej Kadyjewkę z Irminem nastąpiło 15 lutego 1937. Do końca 1937 wybudowano także linie do Ałmazny i do Brianki. W czasie II wojny światowej sieć tramwajowa częściowo została zniszczona. Po wojnie przebudowano nieznacznie układ torowy w centrum miasta. W 1992 zlikwidowano linię do Ałmazny. Ostatnią linię nr 1, która kursowała ze ówczesnego Stachanowa do Tepłohirska zawieszono 15 listopada 2007. Powodem zawieszenia linii był zły stan torowiska i taboru.

## Linia
Zawieszona linia tramwajowa miała następującą trasę:
- 1: Centralny rynek – Tepłohirsk

Linia miała długość 18,3 km. Czas przejazdu trasą wynosił 50 minut.

## Tabor
Przed II wojną światową posiadano 6 tramwajów silnikowych i 5 wagonów doczepnych. Po wojnie otrzymano tramwaje KTM/KTP-1 i KTM/KTP-2. W 1972 do Kadyjewki został dostarczony pierwszy tramwaj KTM-5. Po 1977 stał się jedynym typem eksploatowanych tramwajów. W 1973 posiadano 37 wagonów tramwajowych (większość dwuosiowych), w 1990 – 23 tramwaje, w 2000 – 8 tramwajów.
Obecnie po zawieszeniu kursowania tramwajów na terenie zajezdni tramwajowo-trolejbusowej znajdują się 4 tramwaje liniowe (o nr 084, 086, 090 i 091) oraz jeden pług o nr 2, wszystkie tramwaje są typu KTM-5.